# Louvigné-du-Désert

Louvigné-du-Désert este o comună în departamentul Ille-et-Vilaine, Franța. În 1 ianuarie 2022 avea o populație de 3.352 de locuitori.